# Racket

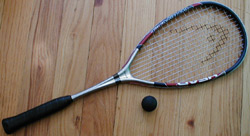
Racket för squash

Racket, är ett redskap som används i racketsporter för att slå till bollen. En racket består av en slagyta och ett grepp. På racketar inom tennis, racquetball, badminton och squash finns en ram av trä eller grafit som håller ihop en slagyta av strängar. I racketar som används i bordtennis finns ingen ram utan i stället fästs ett syntetiskt gummimaterial på en träskiva och bildar därmed slagytan.

## Etymologi
Ordet är inlånat delvis via engelskans "racket" från franskans "raquette". Dessa har påverkats av arabiskans "rahat" som betyder ungefär handflata. I svenskan heter det en racket. Att racket i denna betydelse skulle vara bestämd form av ett rack är en vanlig missuppfattning i vissa delar av landet.
| Singular    | Singular              |
| ----------- | --------------------- |
| en racket   | obestämd form         |
| en rackets  | obestämd form genitiv |
| racketen    | bestämd form          |
| racketens   | bestämd form genitiv  |
| Plural      |                       |
| racketar    | obestämd form         |
| racketars   | obestämd form genitiv |
| racketarna  | bestämd form          |
| racketarnas | bestämd form genitiv  |